# Новица Блажић
Новица Блажић (Крушевац, 27. август 1959 — Београд, 10. октобар 2005) био је српски математичар и универзитетски професор.

## Биографија
У Крушевцу је завршио основну школу и први разред гимназије. Школовање је наставио у Математичкој гимназији у Београду. На Природно математички факултет, А смер математичке групе, уписао се школске 1978/1979. године, а дипломирао 1982. године. Током школовања са успехом је учествовао на Међународним математичким олимпијадама у Београду и Букурешту као и на студентској Математичкој Балканијади у Анкари. Школске 1982/1983. године уписао се на последипломске студије из диференцијалне геометрије. Магистарски рад са темом Chernove карактеристичне класе одбранио је 1984. године на ПМФ-у у Београду под менторством проф. Неде Бокан. Докторску дисертацију са темом Кривина и карактеристичне класе комплексних векторских раслојавања одбранио је 1990. године на ПМФу у Београду а радио је под вођством проф. Bang-yen Chena; у комисији су били и математичари Неда Бокан, Зоран Лучић и Раде Живаљевић.
Током 1985. и 1986. године провео је осамнаест месеци на специјализацији на Michigan State University, (East Lansing, САД) код проф. Bang-yen Chena и проф. David Blaira. Реализовао је и студијски боравак на MSRI, Berkeley, САД, у оквиру године посвећене диференцијалној геометрији. У оквиру истраживачке сарадње посетио је и одржао предавања на следећим факултетима: Technical University of Denmark (Lyngby, Данска), University of Oregon (Eugene, САД), TU Berlin (Немачка), University of Bon (Немачка), Humboldt University (Немачка).
Од 1983. године ради на Математичком факултету у Београду, при чему је период од 1987. до 1992. године провео као сарадник у Институту за примењену математику и електронику. У звање доцента за предмете Диференцијална геометрија и Аналитичка геометрија на Математичком факултету изабран је 1991. године, а у звање ванредног професора за предмете Диференцијална геометрија и Аналитичка геометрија на Математичком факултету изабран је 1998. године. Током 2004. изабран је за редовног професора.
Објавио је 29 научних радова. Учествовао је на великом броју домаћих и међународних конференција са радовима и саопштењима (од којих су нека била по позиву).
Активно је учествовао у раду са последипломцима. Руководио је израдом три магистарска рада и израдом докторских дисертација Зорана Ракића (1998), Љубице Велимировић (1998) и Срђана Вукмировића (2003).
Био је члан Научног већа Математичког института у Београду а такође и члан Управног одбора Математичког института.
Држао је предавања из Аналитичке геометрије, Основа геометрије, Математике I, Диференцијалне геометрије, Лијевих група и Риманове геометрије на Београдском, Крагујевачком, Приштинском и Подгоричком универзитету. Учествовао је у писању универзитетских уџбеника Увод у Диференцијалну геометрију (Веста-Математички Факултет, Београд, 1996) и Аналитичка геометрија (Математички факултет, Београд, 2002).
Сарађивао је на летњим математичким школама за средњошколце и студенте као и у припремама наших ђака за такмичења. Током школске 1996/97 и 97/98 године изводио је менторску наставу из геометрије у Математичкој гимназији у Београду. У оквиру стручних активности и популаризације математике редовно је учествовао на манифестацијама посвећеним настави математике.
Последњих година учествовао је у руковођењу Семинаром за Геометрију. Учествовао је на пројекту 0401 Министарства за науку и технологију Србије као руководилац темом „Диференцијална геометрија“ у оквиру потпројекта „Геометрија и топологија“. У новом циклусу, после тога учествовао је у пројекту „Дискретна и рачунарска геометрија и топологија методама алгебарске топологије и диференцијалне геометрије“, бр. 1854. Такође учествовао је у раду пројекта везаног за примене математике (процесирање информација у биологији и хемији, Прој. бр. 1858).
Сарадник је међународних реферативних часописа Zentralblatt für Mathematik и Mathematical Reviews. Члан је удружења American Mathematical Society (од 1986. године) и Europien Mathematical Society (од 1998. године).
Преминуо је 10. октобра 2005. и сахрањен 12. октобра на гробљу Лешће у Београду. Чланови његове породице су супруга Савета и кћерке Невена и Јелена. Родитељи Новице Блажића су отац Љубиша и мајка Добрила осим њих има и брата Топлицу.